# نهر هواي
نهر هواي Huai River، (كان يُكتب سابقا باللاتينية Hwai)، هو نهر رئيسي في الصين. يقع في منتصف المسافة بين النهر الأصفر ونهر يانغتسي  وهما أكبر أنهار في الصين، ويمتد مثلهما من الغرب إلى الشرق. سابقا كان يصب مباشرة في البحر الأصفر، لكن غيرت الفيضانات مجرى النهر بحيث أصبح الآن رافدا رئيسيا لنهر اليانغتسي. وهذا النهر عِرضة للفيضانات الخطيرة.
يعتبر خط نهر هواي–جبال Qin عمومًا بمثابة الخط الفاصل الجغرافي بين شمال وجنوب الصين. كذلك كان يمثل الحدود التي حددتها معاهدة شاوشينغ عام 1142 بين أسرة جين في شمال الصين وأسرة سونغ الجنوبية في جنوب الصين.
نهر هواي يبلغ طوله حوالي 1,110 كيلومتر (690 ميل)، ومساحة مستجمعه المائي تبلغ حوالي 174,000 كيلومتر مربع (67,000 ميل2). 

## مسار النهر
ينبع نهر هواي من جبل تونغباي في مقاطعة خنان. ويتدفق عبر جنوب خنان وشمال آنهوي وشمال جيانغسو، حيث يصب في نهر اليانغتسي في جيانغدو، يانغتشو.
تاريخيا، كان نهر هواي يصب في البحر الأصفر في ممر يونتي (قرية يونتي الحديثة، في بلدة هوانغوي بمقاطعة شيانغشوي) من خلال مسار سفلي واسع ومستوى. كان يستخدم منذ فترة طويلة لري الأراضي الزراعية المحيطة به، وكان مركز شبكة واسعة من القنوات والروافد. وبدءًا من عام 1194، غيّر النهر الأصفر في الشمال مساره جنوبًا مرارًا وتكرارًا ليدخل نهر هواي. كان الغرين الناتج عن ذلك ثقيلًا جدًا لدرجة أنه بعد أن عاد النهر الأصفر إلى مساره الشمالي للمرة الأخيرة في عام 1897 تم تغيير جغرافيا حوض نهر هواي إلى حد كبير من خلال إنشاء مناطق مرتفعة جديدة وبحيرات وتراكم طمي المسار الجنوبي التاريخي للنهر الأصفر. ونتيجة لذلك لا يمكن بسهولة تدفق المياه من وسط النهر إلى القسم السفلي، في حين أن المياه في القسم السفلي لا يمكن أن تجد منفذاً إلى البحر. تفاقمت المشكلة في الحرب العالمية الثانية، عندما قامت حكومة شيانج كاي شيك في محاولة للتحقق من وتيرة الغزو الياباني، بغمر حوض نهر هواي السفلي عن طريق فتح السد الجنوبي للنهر الأصفر.
كانت نتيجة هذه التغييرات أن الماء المتدفق من نهر هواي قد تم تجميعه في بحيرة هونغتزي، ثم يمر جنوبًا باتجاه نهر اليانغتسي. حدثت الفيضانات الكبرى والثانوية بشكل متكرر، حيث عانت المنطقة من الجفاف بين الفيضانات. وخلال 450 عامًا حتى عام 1950 شهد نهر هواي، في المتوسط، 94 فيضانًا كبيرًا في كل قرن.
تركزت محاولات حل مشاكل نهر هواي على بناء منافذ لنهر هواي في نهر اليانغتسي والبحر. حاليا، الجزء الأكبر من تدفق النهر يدخل نهر اليانغتسي عبر بحيرة هونغتسه. وتحول قناة الري الشمالية في جيانغسو أيضًا بعض مياهه على طول مجراه التاريخي القديم إلى البحر، ومن المخطط ترقيته بقناة موازية جديدة. كما تحمل العديد من الروافد السابقة بعض المياه إلى البحر .